# Нейман, Валентин Александрович
Валентин Александрович Нейман — советский хозяйственный, государственный и политический деятель.

## Биография
Родился в 1902 году в Ейске. Член КПСС
С 1920 года — на хозяйственной, общественной и политической работе. В 1920—1985 гг. — ответработник Ейского городского исполкома, электромонтер на строительстве Волховской ГЭС, старший прораб, начальник электротехнического отдела на строительстве Нижне-Свирской и Верхне-Свирской гидроэлектростанций Свирского каскада ГЭС, начальник Электромонтажного управления Всесоюзного треста «Гидроэлектромонтаж», управляющий трестом «Гидроэлектромонтаж» Министерства энергетики и электрификации СССР.
Умер в Ленинграде в 1989 году.